# Erigone ostiaria
Erigone ostiaria Crosby & Bishop, 1928 è un ragno appartenente alla famiglia Linyphiidae.

## Distribuzione
La specie è stata rinvenuta negli Stati Uniti.

## Tassonomia
È stato osservato solamente l'olotipo di questa specie nel 1928.
Attualmente, a maggio 2014, non sono note sottospecie.